# Subhas Chakrabarty
Subhas Chakrabarty (Dhaka, 1942 - Kolkata, 3 augustus 2009) was een Indiaas politicus voor de Communistische Partij van India en minister.
Hij studeerde aan het "Motijheel college" van Dum Dum. In 1962 werd hij lid van Communistische Partij van India en koos bij de opsplitsing daarvan in 1964 voor de marxistische vleugel. Chakrabarty was meer een massaleider dan een politiek leider. Bij het aantreden van de eerste regering van het Links Front in 1977 werd hij parlementslid en in 1984 minister van sport en verkeer in de Indiase staat West-Bengalen.